# Lupinus lorenzensis
Lupinus lorenzensis är en ärtväxtart som beskrevs av Charles Piper Smith. Lupinus lorenzensis ingår i släktet lupiner, och familjen ärtväxter. Inga underarter finns listade i Catalogue of Life.